# Империя (фильм, 2024)
«Империя» (фр. L’ Empire) — художественный фильм французского режиссёра Брюно Дюмона с Камилль Коттен и Линой Кудри в главных ролях. Премьера состоялась в феврале 2024 года в рамках основной программы 74-го Берлинского международного кинофестиваля. Картина получила приз жюри.

## Сюжет
Действие фильма происходит в маленькой рыбацкой деревне на севере Франции, которая становится ареной противостояния инопланетных рыцарей. Дюмон анонсировал картину как пародию на «Звёздные войны» и «Игру престолов».

## В ролях
- Камилль Коттен — Королева
- Лина Кудри — Лина
- Анамария Вартоломей — Джейн
- Фабрис Лукини — Вельзевул
- Бернар Прюво — Ван дер Вейден
- Филипп Жор — Карпантье

## Премьера и восприятие
Премьера картины состоялась 18 февраля 2024 года на 74-м Берлинском международном кинофестивале. Фильм был включён в основную программу и получил приз жюри.
На сайте-агрегаторе рецензий Rotten Tomatoes 62 % из 13 рецензий критиков положительны, со средней оценкой 5,2 из 10. Обозреватель портала «ПрофиСинема» написал в своей рецензии, что в «Империи» «самоцитирование вкупе с пародией на „Звездные войны“ не рождает новых смыслов».
В августе 2024 года «Империя» вышла в российский прокат.